# Opočno (Ústí nad Labem)
Opočno é uma comuna checa localizada na região de Ústí nad Labem, distrito de Louny.